# Puch bei Hallein
Pour les articles homonymes, voir Puch (homonymie).
Puch bei Hallein est une commune autrichienne du district de Hallein dans l'État de Salzbourg.